# ني فوكيا (هالكيديكي)
ني فوكيا (Νέα Φώκαια) هي مدينة في هالكيديكي في مقاطعة فوريا إلادا في اليونان.